# Godsejer
En godsejer var tidligere en person, der ejede et gods dvs. en samling af landejendomme, hvortil der hørte fæstegods, men bruges i dag også om ejeren af en enkelt herregård. Borgerlige har siden enevældens indførelse haft ret til at eje godser, men de fleste godsejere har traditionelt tilhørt adelen. En fjerdedel af Danmarks ca. 800 herregårde ejes dog stadig af adelen.